# 郵政福祉
一般財団法人郵政福祉（ゆうせいふくし）は、日本郵政グループの役員及び職員を対象にして退職、死亡、災害等に対する特定保険業や、その他福利厚生事業を行っている法人。
元総務省郵政行政部所管。

## 概要
2005年10月、財団法人郵政弘済会、財団法人郵政互助会、財団法人郵政福祉協会の三法人を統合して、財団法人郵政福祉として設立された。対等統合であるが、郵政互助会が存続法人として郵政弘済会及び郵政福祉協会の事業を引き継いだ。

## 沿革
- 2005年（平成17年）10月 - 郵政互助会を存続法人とし、郵政弘済会と郵政福祉協会が事業譲渡を実施する形で財団法人郵政福祉が発足。
- 2012年（平成24年）10月 ‐ 総務省より特定保険業の認可取得。
- 2013年（平成25年）
  - 3月 - 内閣府より一般財団法人への移行認可取得。
  - 4月 - 一般財団法人郵政福祉が発足。
    - 保険としての商品提供を開始（退職給付保険、災害保険、社員援護保険）
    - 損害保険代理業を開始（ゴルファー保険、レジャー・傷害保険、国内・海外旅行保険、ペット保険、介護保険）

- 2015年（平成27年）4月 - 損害保険代理業を廃止。
- 2016年（平成28年）4月 - 災害保険、社員援護保険の商品内容の見直し。
- 2017年（平成29年）
  - 4月 - 災害保険、社員援護保険の商品内容の見直し。
  - 7月 - 団体定期保険（あゆみ）に医療特約を追加。

## 役員・評議員

### 役員
- 理事長（常勤）- 新堀修巳
- 専務理事（常勤）- 氣駕紳一
- 理事（非常勤）- 大野早
- 理事（非常勤）- 小藤康夫
- 理事（非常勤）- 立原繁
- 理事（非常勤）- 山川郎
- 監事（常勤）- 加順一
- 監事（非常勤）- 仲村健一

### 評議員
- 石川幸徳
- 奥宮京子
- 柴愼一
- 田中博
- 田村正勝
- 千葉吉弘
- 成道秀雄
- 宮井博
- 山田しづ
- 渡邊伸司

## 事業所
- 本部 - 東京都港区虎ノ門1-14-1
- 地方本部
  - 北海道地方本部 - 北海道札幌市中央区南1条西5丁目20
  - 東北地方本部 - 宮城県仙台市青葉区五橋2-4-2
  - 関東地方本部 - 埼玉県さいたま市浦和区東岸町9-20
  - 南関東地方本部 - 神奈川県川崎市川崎区駅前本町15-5
  - 信越地方本部 - 長野県長野市栗田948-1
  - 北陸地方本部 - 石川県金沢市彦三町2-5-27
  - 東海地方本部 - 愛知県名古屋市東区橦木町1-21-2
  - 近畿地方本部 - 大阪府大阪市中央区本町橋7-3
  - 中国地方本部 - 広島県広島市中区西白島町17-13
  - 四国地方本部 - 愛媛県松山市三番町8-12-4
  - 九州地方本部 - 熊本県熊本市中央区城東町3-1
  - 沖縄地方本部 - 沖縄県那覇市松山1-32-7